# Lycomormium fiskei
Lycomormium fiskei är en orkidéart som beskrevs av Herman Royden Sweet. Lycomormium fiskei ingår i släktet Lycomormium och familjen orkidéer. Inga underarter finns listade i Catalogue of Life.